# ジロヴニツァ
ジロヴニツァ(Žirovnica)は、スロベニアの市である。サヴァ川左岸に位置しており、北側にはスロベニアとオーストリアとの国境線を形成するカラワンクス山脈の最高峰であるシュトルがそびえる。伝統的な地方区分におけるゴレンスカ地方にある基礎自治体であり、スロベニアの統計上の地方区画では上カルニオラ地方に含まれている。市庁はBreznicaの集落に置かれている。
ジロヴニツァは1998年にイェセニツェ市から独立して設立された。この地は1849年にBreznicaという名称で単独の市となっていたが第二次世界大戦後に幾度か自治体の枠組みの再編があり、1962年からはイェセニツェ市に統合されていた。
12月3日と6月29日が市の祝日となっている。12月3日はジロヴニツァ出身の詩人であるフランツェ・プレシェーレンの誕生日を記念した祝日であり、6月29日は第二次世界大戦中のナチスドイツ占領下に起こった橋の破壊に対する報復としてドイツ軍によって28人のスロベニア人捕虜が射殺された事件への追悼の日である。

## 集落
ジロヴニツァには10の集落があり、市庁の置かれたBreznicaの他、以下の集落が含まれる
- Breg (en:Breg, Žirovnica)
- Doslovče (en:Doslovče)
- Moste (en:Moste, Žirovnica)
- Rodine (en:Rodine, Žirovnica)
- Selo pri Žirovnici (en:Selo pri Žirovnici)
- Smokuč (en:Smokuč)
- Vrba (en:Vrba, Žirovnica)
- Zabreznica (en:Zabreznica)
- Žirovnica (en:Žirovnica, Žirovnica